# Підводні човни проєкту 670M «Скат-М/Чайка»
| Підводні човни проєкту 670M «Скат-М/Чайка» | Підводні човни проєкту 670M «Скат-М/Чайка»                               | Підводні човни проєкту 670M «Скат-М/Чайка»                               |
| ------------------------------------------ | ------------------------------------------------------------------------ | ------------------------------------------------------------------------ |
|                                            |                                                                          |                                                                          |
|                                            |                                                                          |                                                                          |
|                                            |                                                                          |                                                                          |
| Під прапором                               | СРСР                                                                     | СРСР                                                                     |
| Спуск на воду                              | 1972—1981 рр (6 човнів)                                                  | 1972—1981 рр (6 човнів)                                                  |
| Виведений зі складу флоту                  | 1991—1998 рр                                                             | 1991—1998 рр                                                             |
| Проєкт                                     |                                                                          |                                                                          |
| Тип ПЧ                                     | Підводний човен атомний (багатоцільовий з ракетами крилатими)            | Підводний човен атомний (багатоцільовий з ракетами крилатими)            |
| Розробник проєкту                          | ЦКБ-112 «Червоне Сормово» ім. А. Жданова                                 | ЦКБ-112 «Червоне Сормово» ім. А. Жданова                                 |
| Головний конструктор                       | Лещьов О. Г.                                                             | Лещьов О. Г.                                                             |
| Класифікація НАТО                          | Charlie-II                                                               | Charlie-II                                                               |
| Основні характеристики                     |                                                                          |                                                                          |
| Швидкість (надводна)                       | 12-13 вузлів (13-25 км/год)                                              | 12-13 вузлів (13-25 км/год)                                              |
| Швидкість (підводна)                       | 25 вузлів (48 км/год)                                                    | 25 вузлів (48 км/год)                                                    |
| Робоча глибина занурення                   | 250 м                                                                    | 250 м                                                                    |
| Гранична глибина занурення                 | 300 м                                                                    | 300 м                                                                    |
| Автономність плавання                      | 60 діб                                                                   | 60 діб                                                                   |
| Екіпаж                                     | 84 особи                                                                 | 84 особи                                                                 |
| Розміри                                    |                                                                          |                                                                          |
| Довжина найбільша (по КВЛ)                 | 104,9 м                                                                  | 104,9 м                                                                  |
| Ширина корпусу найб.                       | 9,9 м                                                                    | 9,9 м                                                                    |
| Середня осадка (по КВЛ)                    | 7,4 м                                                                    | 7,4 м                                                                    |
| Водотоннажність надводна                   | 4310 т                                                                   | 4310 т                                                                   |
| Озброєння                                  |                                                                          |                                                                          |
| Торпедно- мінне озброєння                  | Носові: 6 ТА калібру 533-мм (12 торпед), 2 ТА калібру 406-мм (4 торпеди) | Носові: 6 ТА калібру 533-мм (12 торпед), 2 ТА калібру 406-мм (4 торпеди) |
| Ракетне озброєння                          | 8 ракет крилатих ПКР П-120 «Малахіт»                                     | 8 ракет крилатих ПКР П-120 «Малахіт»                                     |

Підводні човни проєкту 670M «Скат-М/Чайка» — серія радянських атомних підводних човнів (ПЧАРК) здатних нести крилаті ракети ПКР П-120 «Малахит» призначених для знищення авіанесучих груп кораблів, авіаносців. Побудовано і передано флоту 6 човнів цього проєкту. Ці човни будувалися для заміни човнів проєкту 670 «Скат»

## Озброєння
Протикорабельна ракета П-120 «Малахіт»: 
- довжина 8,84 м,
- діаметр корпусу 0,8 м,
- розмах крил 2,5 м,
- стартова вага 5400 кг,

Ескіз протикорабельної ракети П-120 Малахіт

- вага (БЧ) бойової частини 500 кг,
- швидкість 0,9 мах,
- дальність 15-120 км,
- система управління інерціальна і радіолокаційна,
- прийнята на озброєння 17 березня 1972 року.[1]

## Представники
| Назва                    | Заводський номер | Закладений     | Спущений на воду | Прийнятий флотом | Виведений з Флоту |
| ------------------------ | ---------------- | -------------- | ---------------- | ---------------- | ----------------- |
| К-452 «Новгород Великий» | 901              | 30 грудня 1972 | липень 1973      | 30 грудня 1973   | 30 квітня 1998    |
| К-458                    | 903              | 12 лютого 1974 | 30 червня 1975   | 29 грудня 1975   | 24 червня 1991    |
| К-479                    | 903              | 1 жовтня 1975  | 6 травня 1977    | 30 вересня 1977  | 5 липня 1992      |
| К-503                    | 904              | 7 лютого 1977  | 22 вересня 1978  | 31 грудня 1978   | 25 січня 1994     |
| К-508                    | 905              | 10 грудня 1977 | 3 жовтня 1979    | 30 грудня 1979   | 4 серпня 1995     |
| К-209                    | 911              | 20 грудня 1979 | 16 вересня 1980  | 31 грудня 1980   | 4 серпня 1995     |